# Onthophagus mirifrons
Onthophagus mirifrons là một loài bọ cánh cứng trong họ Bọ hung (Scarabaeidae).